# Jørgen W. Hansen
Jørgen Wagner Hansen (født 15. september 1925 på Frederiksberg, død 17. juli 1969 i Holbæk) var en dansk fodboldspiller.
Jørgen W. Hansen, der havde tilnavnet "Mureren", var en blændende tekniker, som var med til at vinde DM med KB flere gange. 
Hansen debuterede på det danske landshold i 1947 på Ullevaal i Oslo mod Norge, en kamp som Danmark vandt 5-3, og han scorede to mål. Hansen var udtaget til OL 1948 i London, men fik ikke spilletid. Til gengæld spillede han alle Danmarks tre kampe ved OL 1952 i Helsinki. Landsholdskarrieren sluttede senere i 1952 i en landskamp i Helsinki, som Danmark tabte 1-2 til Finland. Hansen spillede 18 A-landskampe og scorede 5 mål, derudover 1 B-landskamp med 1 mål og 4 U-21 landskampe med 1 mål.